# Kosonsoy
Kosonsoy hay Kasansay (tiếng Tajik: Косонсой; tiếng Nga: Касансай) là một thành phố thuộc tỉnh Namangan, miền đông Uzbekistan. Đây là trung tâm hành chính của huyện Kosonsoy.

## Địa lý
Kosonsoy có địa hình nhiều núi. Thành phố được sông Kosonsoy chia thành hai phần.

### Khí hậu
Kosonsoy có khí hậu lục địa ẩm (phân loại Köppen Dsa).
| Dữ liệu khí hậu của Kosonsoy            | Dữ liệu khí hậu của Kosonsoy | Dữ liệu khí hậu của Kosonsoy | Dữ liệu khí hậu của Kosonsoy | Dữ liệu khí hậu của Kosonsoy | Dữ liệu khí hậu của Kosonsoy | Dữ liệu khí hậu của Kosonsoy | Dữ liệu khí hậu của Kosonsoy | Dữ liệu khí hậu của Kosonsoy | Dữ liệu khí hậu của Kosonsoy | Dữ liệu khí hậu của Kosonsoy | Dữ liệu khí hậu của Kosonsoy | Dữ liệu khí hậu của Kosonsoy | Dữ liệu khí hậu của Kosonsoy |
| Tháng                                   | 1                            | 2                            | 3                            | 4                            | 5                            | 6                            | 7                            | 8                            | 9                            | 10                           | 11                           | 12                           | Năm                          |
| --------------------------------------- | ---------------------------- | ---------------------------- | ---------------------------- | ---------------------------- | ---------------------------- | ---------------------------- | ---------------------------- | ---------------------------- | ---------------------------- | ---------------------------- | ---------------------------- | ---------------------------- | ---------------------------- |
| Trung bình ngày tối đa °C (°F)          | 2 (35)                       | 4 (40)                       | 11 (52)                      | 19 (66)                      | 24 (76)                      | 29 (85)                      | 31 (88)                      | 30 (86)                      | 25 (77)                      | 17 (63)                      | 9 (49)                       | 3 (38)                       | 17 (63)                      |
| Trung bình ngày °C (°F)                 | −2 (28)                      | 0 (32)                       | 7 (44)                       | 14 (57)                      | 18 (65)                      | 23 (74)                      | 25 (77)                      | 24 (75)                      | 18 (65)                      | 12 (53)                      | 5 (41)                       | −1 (31)                      | 12 (54)                      |
| Tối thiểu trung bình ngày °C (°F)       | −6 (22)                      | −3 (26)                      | 2 (36)                       | 8 (47)                       | 13 (55)                      | 17 (62)                      | 18 (65)                      | 17 (62)                      | 12 (54)                      | 7 (44)                       | 1 (34)                       | −4 (25)                      | 7 (44)                       |
| Lượng Giáng thủy trung bình mm (inches) | 5.1 (0.2)                    | 10 (0.4)                     | 15 (0.6)                     | 18 (0.7)                     | 15 (0.6)                     | 7.6 (0.3)                    | 2.5 (0.1)                    | 2.5 (0.1)                    | 2.5 (0.1)                    | 13 (0.5)                     | 18 (0.7)                     | 10 (0.4)                     | 119.2 (4.7)                  |
| Nguồn: Weatherspark                     |                              |                              |                              |                              |                              |                              |                              |                              |                              |                              |                              |                              |                              |

## Nhân khẩu
Kosonsoy có khoảng 50.900 cư dân (2016), chủ yếu là người Tajik nói tiếng Ba Tư.

## Giáo dục
Có năm trường Cao đẳng Giáo dục Đặc biệt (SSEC) và một Học viện Lyceum ở Kosonsoy. SSEC bao gồm cao đẳng y tế, cao đẳng sư phạm, cao đẳng giao thông vận tải, cao đẳng kỹ thuật và một số trường khác.